# 침향나무

침향나무(영어: agarwood, aloeswood, eaglewood, gharuwood)는 향, 향수, 그리고 작은 조각상으로 쓰이는 수지가 나오고 향기가 강한 어두운 목재이다. 특정한 곰팡이(학명: Phialophora parasitica)가 침향나무속의 심재를 침투했을 때 만들어진다. 그러므로 그 나무와 첨부된 수지가 둘 다 쓰임새가 있다.

## 특징
침향나무의 냄새는 복작하며 향기로운 냄새가 난다. 그리고 그 수지에서 나오는 기름은 성분학적으로 150 개 이상의 성분이 있다.

## 같이 보기
- 단향